# أبهر (شريان)

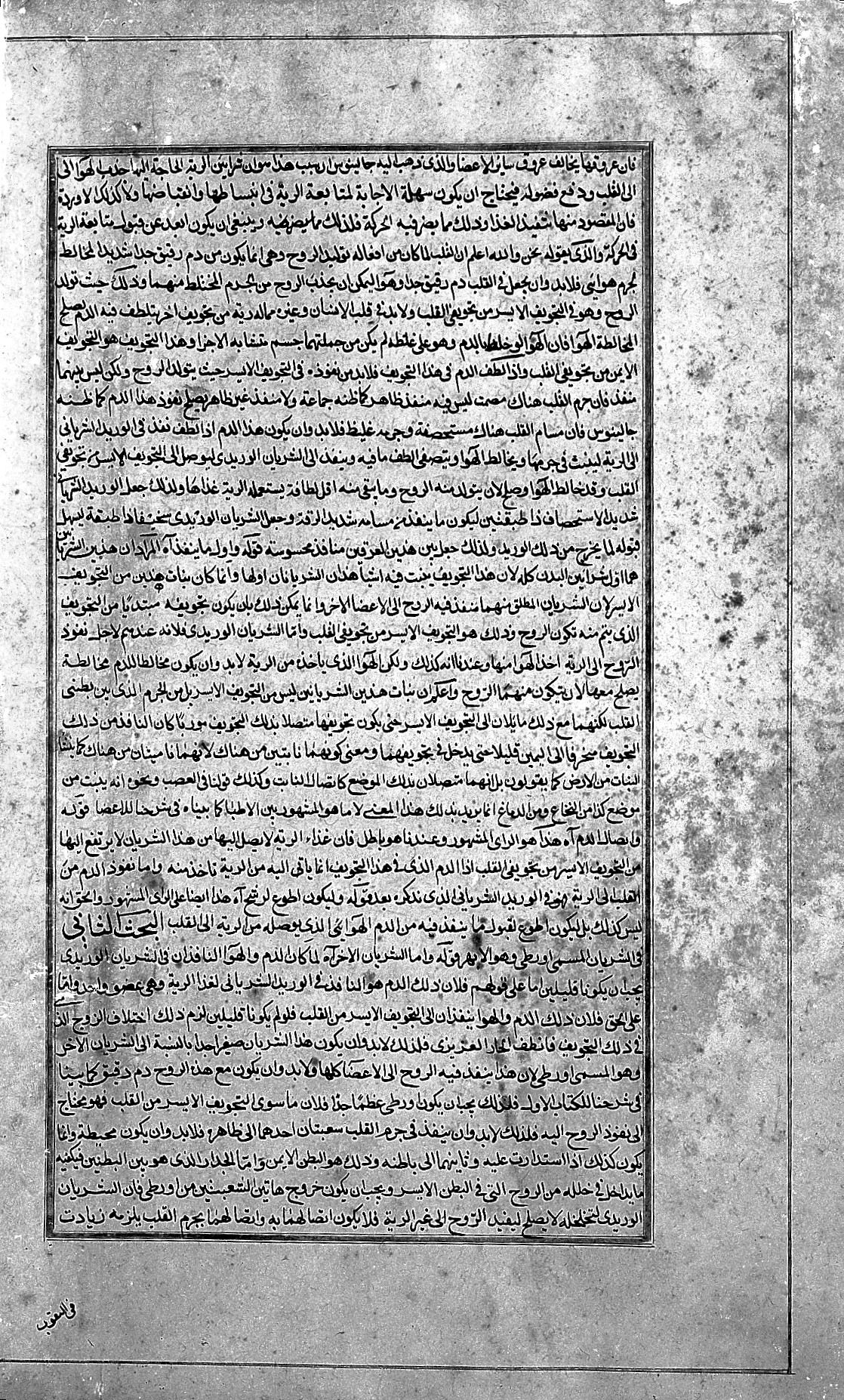
مخطوط عربي طبي وفيه قسم «في الشريان الذي يسمى أورطى»

الشريان الأبهر أو الأورطي ويسمى أدبياً الوتين (باللاتينية: Aorta) هو أكبر شريان في جسم الإنسان، يخرج من البطين الأيسر من الأمام على يسار الشريان الرئوي، ويتجه إلى أعلى واليمين خلف الشريان الرئوي. وهو يوزع الدم المؤكسج إلى جميع أنحاء الجسم عن طريق الدورة الدموية الكبرى التي تبدأ من البطين الأيسر وتنتهي في الأذين الأيمن.
هو الشريان الرئيسي في الجسم والذي يغذي جميع أنحاء الجسم، يبدأ على شكل قوس كبير ذو قطر حوالي سنتمترين والنصف يبدأ من قاعدة البطين الأيسر خلف عظم القص وعلى مستوى غضروف الضلع الثالث الأيسر ويقسم إلى عدة أقسام.

## الأصل اللغوي
| أبهر (شريان) | الأَبْهَرُ عِرْقٌ إِذا انقطع مات صاحبه؛ وهما أَبْهَرانِ يخرجان من القلب ثم يتشعب منهما سائر الشَّرايين. | أبهر (شريان) |

## أقسام الشريان الأبهر
- الأبهر الصاعد (بالإنجليزية: Ascending aorta)‏: وهو الجزء الذي يقع بين القلب وقوس الشريان الأبهر وهو القسم الأول من الأبهر يصعد إلى الأعلى وإلى الأمام قليلاً من القلب طوله حوالي خمسة سنتمترات ثم ينحني مكوناً قوس الأبهر.
- قوس الأبهر (بالإنجليزية: Arch of aorta)‏: وهو الجزء الأعلى في الشريان والذي يشبه الحرف الإنكليزي "U" مقلوباً، يبدأ من نهاية الأبهر الصاعد حيث ينحني إلى الخلف وإلى الجهة اليسرى نحو الجدار الخلفي للقفص الصدري مكوناً ما يشبه القوس يمر تحته الجذع الرئوي وفرعه الأيمن والقصبة اليسرى، ومن القسم العلوي لهذا القوس تبدأ ثلاث فروع كبيرة هي الشريان الرأسي العضدي والشريان السباتي العام الأيسر والشريان تحت الترقوي الأيسر والتي تجهز الرأس والرقبة والأطراف العليا.
- الأبهر النازل (بالإنجليزية: Descending aorta)‏: وهو الجزء الذي يقع بين قوس الشريان إلى النقطة التي يتفرع بها الشريان إلى الشرايين الحرقفية المشتركة، يبدأ من القسم الخلفي للقوس عند الجدار الخلفي للقفص الصدري وينزل إلى الأسفل خلف التامور والقلب وعلى أجسام الفقرات الصدرية وإلى يسار المرئ. ويترك القفص الصدري من فتحة في عضلة الحجاب الحاجز أمام الحافة السفلى لجسم الفقرة الصدرية الثانية عشر ليدخل في تجويف البطن. حيث يعطي فروعاً لتجهيز المعدة والامعاء والكليتان والخصيتان وعضلات الجدار الخلفي للبطن وينزل على أجسام الفقرات القطنية وعند الفقرة القطنية الرابعة ينقسم الأبهر النازل إلى فرعين هما الشريانان الحرقفيان العامان، الأيمن والأيسر لتجهيز أعضاء الحوض وينزل إلى الأسفل خلف الرباط الاربي لتجهيز الطرف السفلي حيث يسمى بالشريان الفخذي.

الشريان الأبهر الصدري: وهو نصف الشريان الأبهر النازل فوق الحجاب الحاجز.
الشريان الأبهر البطني: وهو نصف الشريان الأبهر النازل تحت الحجاب الحاجز.

## فروع الشريان الأبهر

### فروع الأبهر الصاعد
يخرج من الأبهر الصاعد فرعان هما:
1. الشريان الإكليلي الأيمن.
2. الشريان الإكليلي الأيسر.

وهما يغذيان عضلة القلب

### فروع قوس الأبهر

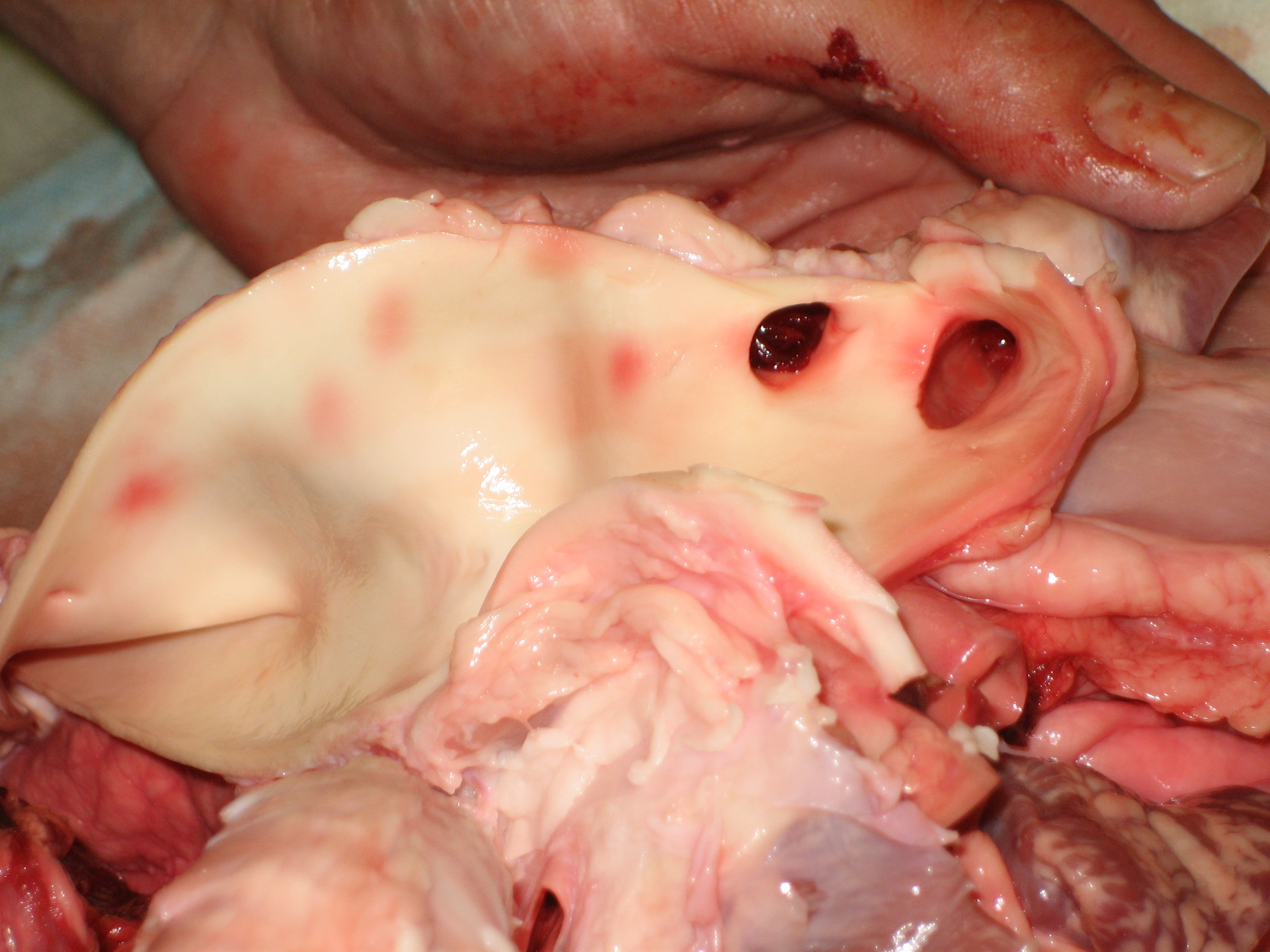
صورة توضح الأبهر في خنزير ويظهر أيضاً بعض الشرايين الخارجة منه.

يتفرع من قوس الأبهر (من اليمين إلى اليسار) الشرايين الآتية:
- شريان عضدي رأسي.
- شريان سباتي أصلي.
- شريان تحت الترقوة.

### فروع الأبهر النازل

#### فروع الأبهر النازل بالصدر (الأبهر الصدري)
- الشرايين بين الضلعية الخلفية (وعددها تسعة تغذي المسافات التسع بين الأضلاع)
- الشريان تحت الضلعي (أيمن وأيسر)
- شرايين مغذية لعضلة الحجاب الحاجز
- فروع للمريء والقصبة الهوائية والتامور والجنب.

#### فروع الأبهر النازل بالبطن (الأبهر البطني)
1. شريان عضلة الحجاب الحاجز (واحد من كل جانب)
2. الشريان الباطني المحوري: وهو أكبر فروع الأبهر البطني.
3. الشريان المساريقي العلوي
4. فروع لعضلة الحجاب الحاجز
5. شريان الخصية (في الذكور) والشريان المبيضي (في الإناث)
6. الشريان المساريقي السفلي
7. الشريان العجزي المتوسط
8. الشرايين القطنية (وهي أربعة على كل ناحية)
9. الشريان الحرقفي المشترك الأيمن والأيسر (فرعان انتهائيان)

## الأقوال فيه تاريخيا
قيل: الأَبهر عرق منشؤه من الرأْس ويمتد إِلى القدم وله شرايين تتصل بأكثر الأَطراف والبدن، فالذي في الرأْس منه يسمى النَّأْمَةَ، ومنه قول العرب: أَسْكَتَ اللهُ نَأْمَتَه أَي أَماته، ويمتدُ إِلى الحلق فيسمى الوريد، ويمتد إِلى الصدر فيسمى الأَبهر، ويمتد إِلى الظهر فيسمى الوتين والفؤاد معلق به، ويمتد إِلى الفخذ فيسمى النَّسَا، ويمتدّ إِلى الساق فيسمى الصَّافِنَ.